# Iglesia de San Pantaleón (Salónica)
La iglesia de San Pantaleón (en griego: Ναός Αγίου Παντελεήμονα o  Naós Agíou Panteleímona) es una iglesia bizantina tardía en Tesalónica, Grecia, incluida a título individual en el sitio «Monumentos paleocristianos y bizantinos de Tesalónica» declarado en 1988 Patrimonio de la Humanidad de la UNESCO (referencia 456-008).

## Interior
La iglesia se encuentra en la parte oriental de la ciudad vieja, cerca del Arco de Galerio, también llamado la "Rotonda", en el cruce de las calles Iasonidou y Arrianou. Su actual dedicación a san Pantaleón fue dada a la iglesia después del fin del dominio del Imperio otomano en 1912, por lo que su dedicación original es discutida. En la época otomana, se convirtió en mezquita en 1548 y pasó a conocerse como Ishakiye Camii o Mezquita de Ishak [Isaac], lo que en la interpretación erudita predominante apunta a una identificación con el difunto «Monasterio Bizantino de la Virgen Peribleptos», también conocido como el «Monasterio de Kyr Isaac», llamado así por su fundador Jacob, que fue el obispo metropolitano de la ciudad en 1295-1315 y se convirtió en monje con el nombre monástico de Isaac. Sin embargo, un argumento en contra apoya la teoría de que la iglesia actual no está relacionada con el monasterio de Peribleptos, y que fue convertida en una mezquita cerca de la ciudad en 1500, cuando el kadı de la ciudad —juez—, era Ishak Çelebi, de quien la mezquita tomó el nombre. Sin embargo, la arquitectura y la decoración de la iglesia, que datan de finales del siglo XIII o principios del siglo XIV, parecen apoyar la visión anterior.
La iglesia es del tipo de Iglesia en cruz inscrita, con un nártex y una girola, ahora destruida, que está conectado a dos capillas aún existentes. Muy pocas de las pinturas murales originales del edificio sobreviven. Los restos otomanos incluyen la base del minarete demolido y una fuente de mármol.